# Фелесіа
Фелесіа (англ. Felecia, нар. 1 березня 1972) — американська порноакторка, еротична модель і співачка.

## Кар'єра
В порноіндустрії була з 1993 по 2008 рік. Виступала тільки в лесбійських або сольних сценах, хоча в одному порнофільмі є дві сцени феляції з нею.
Є персонажкою коміксу видавництва Hippy Comix під назвою Adult Star Stories: Felecia.
Знялася в понад 450 порнофільмах. У 2003 році вона була включена в Зал слави AVN.

## Нагороди
AVN Awards
- включена в Зал слави AVN[5]
- 2007, краща жіноча сексуальна сцена — фільм, за FUCK[6]
- 2002, краща жіноча сексуальна сцена — відео, за Where The Girls Sweat 5'
- 1996, краща жіноча сексуальна сцена — відео, за Takin' It To The Limit 6
- 1996, краща жіноча сексуальна сцена — фільм, за Fantasy Chamber (разом з Джентіл та Місті Рейн)
- 1995, краща жіноча сексуальна сцена — відео, за Buttslammers 4

XRCO Award
- 1997, краща сексуальна сцена дівчина / дівчина, за Beyond Reality 1[7]
- 1996, краща сексуальна сцена дівчина / дівчина, за Takin' It To The Limit 6

- 2012 включена в Зал слави Legends Of Erotica[8]

## Вибрана фільмографія
- 1995: Takin' It to the Limit 6: Nastier Than Ever
- 1996: Lethal Affairs
- 1998: The Kiss
- 2000: Sorority Sex Kittens 4
- 2004: Girl on Girl
- 2007: Flawless